# Listă de conducători de stat din 1776
1772 - 1773 - 1774 - 1775 - 1776 - 1777 - 1778 - 1779 - 1780
Aceasta este o listă a conducătorilor de stat din anul 1776:

## Europa
- Anglia: George al III-lea (rege din dinastia de Hanovra, 1760-1820)
- Austria: Maria Terezia (arhiducesă din dinastia de Habsburg, 1740-1780; totodată, regină a Cehiei, 1740-1780; totodată, regină a Ungariei, 1740-1780; totodată, ducesă de Parma și Piacenza, 1740-1748)
- Bavaria: Maximilian al III-lea Josef (principe elector din dinastia de Wittelsbach, 1745-1777)
- Cehia: Maria Terezia (regină din dinastia de Habsburg, 1740-1780; totodată, arhiducesă de Austria, 1740-1780; totodată, regină a Ungariei, 1740-1780; totodată, ducesă de Parma și Piacenza, 1740-1748)
- Crimeea: Devlet Ghirai al IV-lea ibn Arslan (jan din dinastia Ghiraizilor, 1769-1770, 1775-1777)
- Danemarca: Christian al VII-lea (rege din dinastia de Oldenburg, 1766-1808)
- Florența: Leopold I (mare duce din dinastia Habsburg-Lorena, 1765-1790; ulterior, arhiduce de Austria, 1790-1792; ulterior, rege al Cehiei, 1790-1792; ulterior, rege al Ungariei, 1790-1792; ulterior, rege al Germaniei, 1790-1792; ulterior, împărat occidental, 1790-1792)
- Franța: Ludovic al XVI-lea (rege din dinastia de Bourbon, 1774-1792)
- Genova: Brizio Giustiniani (doge, 1775-1777)
- Germania: Iosif al II-lea (rege din dinastia de Habsburg-Lorena, 1765-1790; totodată, împărat occidental, 1765-1790; ulterior, arhiduce de Austria, 1780-1790; ulterior, rege al Cehiei, 1780-1790; ulterior, rege al Ungariei, 1780-1790)
- Gruzia: Irakli al II-lea (rege din dinastia Bagratizilor, 1762-1798; anterior, rege în Kakhetia, 1744-1762)
- Gruzia, statul Imeretia: Solomon I (rege din dinastia Bagratizilor, 1751-1765, 1768-1784)
- Imperiul occidental: Iosif al II-lea (rege din dinastia de Habsburg-Lorena, 1765-1790; totodată, rege al Germaniei, 1765-1790; ulterior, arhiduce de Austria, 1780-1790; ulterior, rege al Cehiei, 1780-1790; ulterior, rege al Ungariei, 1780-1790)
- Imperiul otoman: Abdul-Hamid I (sultan din dinastia Osmană, 1774-1789)
- Liechtenstein: Franz Josef I (principe, 1772-1781)
- Modena: Francesco al III-lea (duce din casa d'Este, 1737-1780)
- Moldova: Grigore al III-lea Ghica (domnitor, 1764-1767, 1774-1777; anterior, domnitor în Țara Românească, 1768-1769)
- Monaco: Honore al III-lea (principe, 1733-1793)
- Olanda: Wilhelm al V-lea (stathouder ereditar din dinastia de Orania, 1751-1795)
- Parma și Piacenza: Ferdinand (duce din dinastia de Bourbon, ramura spaniolă, 1765-1802)
- Polonia: Stanislaw August Poniatowski (rege, 1764-1795)
- Portugalia: Jose I (rege din dinastia de Braganca, 1750-1777)
- Prusia: Frederic al II-lea cel Mare (rege din dinastia de Hohenzollern, 1740-1786)
- Rusia: Ekaterina a II-a Alekssevna cea Mare (împărăteasă din dinastia Romanov-Holstein-Gottorp, 1762-1796)
- Sardinia: Vittorio Amedeo al III-lea (rege din casa de Savoia, 1773-1796)
- Saxonia: Frederic August al III-lea cel Drept (principe elector din dinastia de Wettin, 1763-1827; rege, din 1806; ulterior, arhiduce de Varșovia, 1807-1812/1815)
- Sicilia: Ferdinand al III-lea (rege din dinastia de Bourbon, 1759-1825)
- Spania: Carol al III-lea (rege din dinastia de Bourbon, 1759-1788; anterior, duce de Parma și Piacenza, 1731-1736; anterior, rege al Siciliei, 1734-1759)
- Statul papal: Pius al VI-lea (papă, 1775-1799)
- Suedia: Gustav al III-lea (rege din dinastia Holstein-Gottorp, 1771-1792)
- Transilvania: Samuel Brukenthal (guvernator, 1774-1787)
- Țara Românească: Alexandru Ipsilanti (domnitor, 1774-1782, 1796-1797; ulterior, domnitor în Moldova, 1786-1788)
- Ungaria: Maria Terezia (regină din dinastia de Habsburg, 1740-1780; totodată, arhiducesă de Austria, 1740-1780; totodată, regină a Cehiei, 1740-1780; totodată, ducesă de Parma și Piacenza, 1740-1748)
- Veneția: Alvise Mocenigo al IV-lea (doge, 1763-1778)

## Africa
- Așanti: Osei Kwadwo (așantehene, 1764-1777)
- Bagirmi: Hadji Muhammad al-Amin (mbang, 1751-1785)
- Benin: Akengbuda (obba, cca. 1750-cca. 1804)
- Buganda: Junju și Semakokiro (kabaka, 1764-1794)
- Bunyoro: Duhaga I (mukama, cca. 1730-cca. 1780)
- Burundi: Mutaga al III-lea Sebidingwa (mwami din a treia dinastie, cca. 1768-cca. 1801)
- Dahomey: Kpengla Adunzu (Gnansunu) (rege, 1774-1789)
- Darfur: Muhammad Tairab ibn Ahmad Bakr (sultan, cca. 1756/1757-1787)
- Ethiopia: Takla Haymanot al II-lea (Admas Sagad al II-lea, Hayl Sagad, Tebab Sagad) (împărat, 1769-1777)
- Imperiul otoman: Abdul-Hamid I (sultan din dinastia Osmană, 1774-1789)
- Kanem-Bornu: Ali al IV-lea (sultan, cca. 1753-cca. 1793)
- Lunda: Yaav yaMbany (mwato-yamvo, cca. 1760-cca. 1810)
- Maroc: Sidi Mohammed (III) ibn Abdallah (sultan din dinastia Alaouită, 1757-1790)
- Munhumutapa: Changara (rege din dinastia Munhumutapa, 1759-1785)
- Oyo: Abiodun (rege, cca. 1770-cca. 1789)
- Rwanda: Cyilima al II-lea Rujugira (rege, cca. 1768-cca. 1792)
- Tunisia: Ali al II-lea ibn Hussein (bey din dinastia Husseinizilor, 1759-1782)
- Wadai: Joda Kharif at-Timan ibn Kharut (II) (sultan, 1745-1795)

## Asia

### Orientul Apropiat
- Afghanistan: Timur Șah (suveran din dinastia Durrani, 1772-1793)
- Arabia: Abd al-Aziz ibn Muhammad (emir din dinastia Saudiților/Wahhabiților, 1765-1803)
- Iran: Mohammad Karim Khan (șah din dinastia Zand, 1750-1779)
- Iran (Horasan): Șahruh (șah din dinastia Afșarizilor, 1748-1796)
- Iran, Safavizii: Hussain al II-lea (șah din dinastia Safavidă, 1753-1786)
- Imperiul otoman: Abdul-Hamid I (sultan din dinastia Osmană, 1774-1789)
- Kuwait: Abdullah I ibn Sabbah (emir din dinastia as-Sabbah, 1762-1812)
- Oman: Ahmad ibn Said (imam din dinastia Bu Said, 1744 sau 1749-1783)
- Yemen, statul Sanaa: al-Mansur Ali (imam, 1775-1809, 1835-1836)

### Orientul Îndepărtat
- Atjeh: Mahmud Șah (sau Tuanku Radja) (sultan, 1760-1781)
- Birmania, statul Arakan: Sandathumana (rege din dinastia de Mrohaung, 1773-1777)
- Birmania, statul Toungoo: Hsinbyușin (rege din dinastia Alaungpaya, 1763-1776) și Singu Min (rege din dinastia Alaungpaya, 1776-1781)
- Cambodgea: Preah Ang Duong (Ang Non Reamea) (rege, 1775-1779)
- China: Gaozong (Hongli) (împărat din dinastia manciuriană Qing, 1736-1795)
- Coreea, statul Choson: Yongjo (Yi Eum) (rege din dinastia Yi, 1725-1776)
- India: Warren Hastings (guvernator general, 1774-1785; anterior, guvernator de Bengal, 1772-1774)
- India, statul Moghulilor: Jalal ad-din Ali Jauhar Șah Alam al II-lea (împărat, 1760-1788, 1788-1806)
- Japonia: Go-Momozono (împărat, 1771-1779) și Ieharu (principe imperial din familia Tokugaua, 1760-1786)
- Laos, statul Champassak: Saya Kuman (rege, 1737-1791)
- Laosul inferior: Ong Bun (Bun Sane, Thammathevong) (rege, 1760/1767-1778/1781)
- Laosul superior: Intha Som (rege, 1727/1731-1756/1776), Intha-Vongsa (rege, 1756/1776), Sotika Kuman (Kotika-kumara) (rege, 1756/1776-1769/1781) și Sulinga-Vongsa (rege, 1769/1781-1787/1791)
- Maldive: Muizz ad-Din Muhammad (sultan, 1774-1778)
- Mataram (Jogjakarta): Abd ar-Rahman Amangkubuwono I (sultan, 1755-1792)
- Mataram (Surakarta): Pakubowono al II-lea (Prabu Swarga) (sultan, 1755-1788; anterior, sultan în Mataram, 1749-1755)
- Nepal, statul Gurkha: Pratapa Simha Șah (Rana Pratap) (rege, 1775-1777)
- Sri Lanka, statul Kandy: Kirti Sri Rajasinha (rege, 1747-1782)
- Thailanda, statul Ayutthaya: Phya Taksin (rege, 1767-1782)
- Tibet: bLo-bzang Jam-dpal rgya-mtsho (dalai lama, 1759-1805)
- Tibet: Panchen bLo-bzang dPal-ldan Ye-shes (Lobzang Palden) (panchen lama, 1737-1780)
- Vietnam, statul Dai Viet: Le Hien-tong (Vinh hoang-de) (rege din dinastia Le târzie, 1740-1786)
- Vietnam (Hue): Nguyen Phuc Thuan (rege din dinastia Nguyen, 1765-1778)
- Vietnam (Taydo): Trinh Sam (rege din dinastia Trinh, 1767-1782)